# Kenton Edelin
Kenton Scott Edelin (Heidelberg, 24 maggio 1962 – Fairfax, 24 dicembre 2022) è stato un cestista statunitense, professionista nella NBA.

## Carriera
Venne selezionato dagli Indiana Pacers al settimo giro del Draft NBA 1984 (140ª scelta assoluta).